# Vochysia catingae
Vochysia catingae är en tvåhjärtbladig växtart som beskrevs av Adolpho Ducke. Vochysia catingae ingår i släktet Vochysia och familjen Vochysiaceae. Inga underarter finns listade i Catalogue of Life.